# Paizay-le-Tort

Paizay-le-Tort este o comună în departamentul Deux-Sèvres, Franța. În 2009 avea o populație de 471 de locuitori.